# Dietrich Leiding
Dietrich Leiding (* 9. Januar 1925 in Martfeld; † 21. Januar 2005 in Gehrden) war ein niedersächsischer Politiker (CDU) und Mitglied des Niedersächsischen Landtages.
Leiding war in der siebten Wahlperiode Mitglied des Niedersächsischen Landtages vom 11. Juni 1974 bis 20. Juni 1974.